# Raumsoziologie
Die Raumsoziologie ist ein Teilgebiet der Soziologie, das sich mit der Raumbezogenheit der Gesellschaft beschäftigt. Das Entstehen von Räumen durch soziales Handeln wird dabei ebenso wie die Abhängigkeit des Handelns von räumlichen Strukturen analysiert.

## Geschichte
Die Kategorie des Raums spielte in der soziologischen Theoriebildung lange Zeit eine untergeordnete Rolle (vgl. Schroer 2006). Erst in den 1990er-Jahren setzte sich die Einsicht durch, dass bestimmte gesellschaftliche Veränderungen ohne eine gesteigerte Aufmerksamkeit für die räumliche Komponente des Lebens nicht hinreichend erklärt werden können. Diesen Perspektivwechsel bezeichnet man als „topologische Wende“. Mit Hilfe des Raumbegriffs rücken Organisationsformen des Nebeneinanders in den Blick. Das Augenmerk richtet sich auf die Differenz zwischen Orten und auf deren wechselseitige Beeinflussungen. Dies gilt gleichermaßen für die Mikroräume des Alltags wie für nationalstaatliche oder globale Makroräume.
Theoretischer Ausgangspunkt für die zunehmende sozialwissenschaftliche Beschäftigung mit dem Raum waren vor allem Ansätze aus der französisch- und englischsprachigen Soziologie, Philosophie und Humangeographie. Zu nennen sind hier insbesondere Michel Foucaults Aufsatz über „Andere Räume“ (1967), in dem der Autor das „Zeitalter des Raumes“ ausruft, sowie Henri Lefebvres einflussreiche Schrift „La production de l’espace“ (1974). Letztere bildete die Basis für die marxistische Raumtheorie, die unter anderem von David Harvey, Manuel Castells und Edward Soja weiter entwickelt wurde. Den marxistischen Raumtheorien, die von einer strukturellen, das heißt kapitalistischen bzw. globalen Determiniertheit von Räumen und einer wachsenden Homogenisierung des Raums ausgehen, stehen handlungstheoretische Konzeptionen gegenüber, welche die Bedeutung des körperlichen Platzierens und des Wahrnehmens von Räumen als zwar habituell vorgeprägte, aber subjektive Konstruktionsleistung hervorheben. Ein Beispiel dafür ist die Raumtheorie von Martina Löw (2001). Darüber hinaus erfahren in den letzten Jahren Ansätze, die an den Postkolonialismusdiskurs anschließen, eine verstärkte Aufmerksamkeit. Ebenfalls in Abgrenzung von (neo-)marxistischen Raumkonzepten betonen beispielsweise Doreen Massey (1999a/b) oder Helmuth Berking (1998) die Heterogenität lokaler Kontexte und die Ortsbezogenheit unseres Wissens über die Welt.

## Absolutistische und relativistische Raumkonzepte
In Anlehnung an die historische Kontroverse über das Raumdenken in Philosophie und Physik hat sich auch in der sozialwissenschaftlichen Literatur die Unterscheidung zwischen „absolutistischen“ und „relativistischen“ Denkmodellen durchgesetzt. Absolutistische Denkmodelle entwerfen Raum als neutrales Gefäß oder Territorium und werden als Container- oder Behälterraumkonzepte bezeichnet. Raum als Gefäß oder Territorium kann entweder leer sein (und auch dann noch existieren, wenn er leer ist) oder beliebig mit Menschen, Dingen, Sphären oder Eigenschaften gefüllt werden (wodurch er sich jedoch nicht verändert). Entscheidend ist, dass Raum und Materie als unabhängig voneinander gedacht werden. Carl Friedrich von Weizsäcker (1986) zählt zum Beispiel Claudius Ptolemäus, Nikolaus Kopernikus, Galileo Galilei und Isaac Newton zu dieser Tradition. Auf die Soziologie übertragen schließt dieser Dualismus von Raum und Körpern die Annahme ein, dass Raum unabhängig vom Handeln existiert. Das heißt, in der Logik des Behälterraums gibt es bewegte Handlungen in bzw. auf einem an sich unbewegten (Hintergrund-)Raum. Diesem Konzept gegenüber steht die „relativistische“ Tradition, in der Raum aus der Anordnung von bewegten Körpern abgeleitet wird. Raum ist relativistisch gesehen allein das Ergebnis von Beziehungsverhältnissen zwischen Körpern, ein Standpunkt, den in der Physik zum Beispiel Nikolaus von Kues, Robert Bellarmin, Gottfried Wilhelm Leibniz und Ernst Mach vertreten. Soziologisch gesprochen heißt das, dass Raum prozessual im Handeln hergestellt wird. Relativistische Modelle räumen dem Beziehungs- bzw. Handlungsaspekt eine primäre Rolle ein, vernachlässigen aber die strukturierenden Momente bestehender räumlicher Ordnungen.

## Dualität von Raum
Mit dem Ziel, die Spaltung des raumtheoretischen Denkens in absolutistische und relativistische Standpunkte zu überwinden, entwickelte Martina Löw die Idee eines „relationalen“ Raummodells. Der relationale Ansatz richtet seinen Fokus auf die „(An)Ordnungen“ (Löw 2001) von Lebewesen und sozialen Gütern und untersucht, wie Raum in Wahrnehmungs-, Erinnerungs- oder Vorstellungsprozessen hergestellt wird und sich als gesellschaftliche Struktur manifestiert. Die Schreibweise (An)Ordnung vereint „Ordnung“ (Strukturdimension, Räume sind geordnet) und „Anordnung“ (Handlungsdimension, Räume sind Ergebnis eines Prozesses des Anordnens). Sozialtheoretisch schließt sie an die Theorie der Strukturierung von Anthony Giddens (1988) an, dessen Konzept der „Dualität von Struktur“ Martina Löw raumsoziologisch zu einer „Dualität von Raum“ erweitert. Der Grundgedanke ist, dass Individuen als soziale Akteure handeln (und dabei Räume herstellen), ihr Handeln aber von ökonomischen, rechtlichen, sozialen, kulturellen und letztlich räumlichen Strukturen abhängt. Räume sind somit das Resultat von Handlungen. Gleichzeitig strukturieren Räume Handlungen, das heißt, Räume können Handlungen sowohl begrenzen als auch ermöglichen.
Hinsichtlich der Konstitution von Raum unterscheidet Löw analytisch zwei sich in der Regel gegenseitig bedingende Prozesse: das „Spacing“ und die „Syntheseleistung“. Das Spacing bezeichnet den Akt des Platzierens bzw. das Platziertsein von sozialen Gütern und Menschen an Orten. Als Raum wirksam wird eine über Platzierungen geschaffene (An)Ordnung Löw zufolge allerdings erst dadurch, dass die Elemente dieser (An)Ordnung aktiv durch Menschen verknüpft werden und zwar über Wahrnehmungs-, Vorstellungs- oder Erinnerungsprozesse. Löw nennt dies Syntheseleistung. Empirisch erprobt wurde dieses Konzept u. a. in den Studien von Lars Meier (der Raumkonstitutionsprozesse im Alltag deutscher Finanzmanager in London und Singapur erforschte, vgl. Meier 2009), Cedric Janowicz (der eine ethnographisch-raumsoziologische Untersuchung zur Nahrungsversorgung der ghanaischen Stadt Accra durchführte, vgl. Janowicz 2008) und Silke Steets (die sich mit Raumkonstitutionsprozessen in den Leipziger creative industries beschäftigte, vgl. Steets 2008).

## Marxistische Ansätze
Wichtigster Impulsgeber der marxistischen Raumtheorie war Henri Lefebvre, der seine Erkenntnisse auf der Basis einer Analyse des fordistisch-kapitalistischen Raums der Moderne entwickelt. Die gesellschaftliche Produktion von Raum stellt sich Lefebvre als dialektisches Zusammenwirken dreier Faktoren vor. Raum entsteht durch
- die „räumlichen Praxis“, somit Raum, wie er im Alltag reproduziert wird,
- die „Repräsentation des Raums“, das heißt Raum, wie er kognitiv entwickelt wird, und
- durch die „Räume der Repräsentation“, womit Lefebvre komplexe Symbolisierungen und Imaginationsräume meint.

Das Resultat dieser Raumproduktion – so Lefebvres Diagnose für die 1970er Jahre – ist ein von Entfremdung geprägter Raum der nichtreflexiven Alltäglichkeit, der durch mathematisch-abstrakte Raumkonzepte dominiert und in der räumlichen Praxis reproduziert werde. Eine Fluchtlinie aus der entfremdeten Räumlichkeit sieht Lefebvre in den Räumen der Repräsentation, also den Vorstellungen von nicht-entfremdeten, mythischen, vormodernen oder künstlerischen Raumvisionen.
Eine entscheidende Weiterentwicklung erfährt die marxistische Raumtheorie vor allem durch die Arbeiten von David Harvey, der sich für die Auswirkungen des Übergangs vom Fordismus zur „flexiblen Akkumulation“ auf das Erleben von Raum und Zeit interessiert (1989). Er zeigt, wie durch diverse Neuerungen auf ökonomischer und technologischer Ebene die krisenauslösende Starrheit des fordistischen Systems aufgebrochen und so die Umschlagsgeschwindigkeit des Kapitals erhöht wird. Dadurch komme es zu einer allgemeinen Beschleunigung ökonomischer Kreisläufe. Das Resultat sieht Harvey in einer sogenannten „time-space compression“. Während auf der Ebene der Zeit der Sinn für Langfristigkeit, für die Zukunft, für Kontinuität verloren gehe, werde auf der Ebene des Raums das Verhältnis von Nähe und Ferne immer schwieriger zu bestimmen.

## Postkoloniale Raumtheorien
Raumtheorien, die durch den Postkolonialismusdiskurs inspiriert sind, richten den Fokus auf die Heterogenität von Räumen. Doreen Massey schreibt, dass sich zum Beispiel in Bezug auf ein Land in Afrika nicht sinnvoll von einem „Entwicklungsland“ sprechen ließe, da in dieser Redeweise räumliche Unterschiede als zeitliche Differenz interpretiert würden (Massey 1999b). Ein Land in Afrika erscheint in dieser Logik nicht als anders, sondern bloß als frühe Version eines Landes der „entwickelten“ Welt, was sie als „Eurozentrismus“ dechiffriert. Dies aufgreifend kritisiert Helmuth Berking Theorien, die eine zunehmende Homogenisierung der Welt durch Prozesse der Globalisierung behaupten, als „Globozentrismus“. Er stellt diesen die Differenz und die Bedeutung lokaler Wissensbestände für die Produktion von (unterschiedlichen und je spezifischen) Orten gegenüber. Lokale Kontexte bilden ihm zufolge eine Art Rahmen oder Filter, durch den hindurch globale Prozesse und global zirkulierende Bilder und Symbole überhaupt angeeignet werden und so Bedeutung erlangen. So sei die Filmfigur Conan der Barbar in den rechtsradikalen Zirkeln der Bundesrepublik eine andere Figur als in den schwarzen Ghettos der Chicagoer Southside, genau wie McDonald’s in Moskau etwas anders bedeutet als in Paris.